# سولفون‌دار کردن آروماتیک
سولفون‌دار کردن آروماتیک (به انگلیسی: Aromatic sulfonation) دسته‌ای واکنش‌های آلی است که طی آن گروه سولفونیک اسید با یک هیدروژن متصل به یک حلقه آروماتیک طی یک جانشینی الکترون‌دوستی آروماتیکی، جابجا می‌شود.